# Микки Маус опаздывает на свидание
«Микки Маус опаздывает на свидание» — мультфильм, созданный Walt Disney Productions , распространяемый RKO Radio Pictures и выпущенный 3 октября 1947 года. Режиссером был Чарльз Николс, анимацией занимались Джерри Хэткок, Джордж Крейсл, Джордж Николас, Гарри Холт, Боб Янгквист. , Марвин Вудворд и Макс Кокс, вместе с Джеком Бойда и Энди Энгманом. Это 120-й короткометражный мультфильм о Микки Маусе.
Это был последний мультфильм о Микки Маусе с участием Уолта Диснея в роли Микки Мауса.

## Сюжет
Микки опаздывает на свидание с Минни. В спешке ему нужно привести себя в порядок, и Плуто ему в этом помогает.

## Выпуск
- 1947 - театральный выпуск
- 1978 - "Юбилейное шоу Микки Мауса" (ТВ)
- c. 1983 - Доброе утро, Микки! , серия # 20 (ТВ)
- 1984 - "Классика мультфильмов - ограниченное золотое издание: Минни" (VHS)
- c. 1992 - Следы Микки Мауса , серия # 75 (ТВ)
- 1995 - «Любовные сказки» (VHS)
- 2004 - "Милые истории Микки и Минни" (DVD)
- 2004 - « Микки Маус в живом цвете, том второй » (DVD)
- 2006 - «Любимые классические мультфильмы: Лучшие друзья - Микки и Минни» (DVD)
- 2010 - Смейтесь! , серия # 9 (ТВ)
- 2011 - «Смейтесь! Том третий» (DVD)

## Роли озвучивали
- Микки Маус: Уолт Дисней
- Минни Маус: Рут Клиффорд
- Плуто: Пинто Колвиг